# Jonathan Zenneck
Jonathan Adolf Wilhelm Zenneck (Ruppertshofen, 15 de abril de 1871 — Althegnenberg, 8 de abril de 1959) foi um físico e engenheiro alemão.
Publicou em 1901 o artigo Gravitation na Encyklopädie der mathematischen Wissenschaften.